# ヒノヒカリ
ヒノヒカリは、イネ（稲）の品種の1つ。
ヒノヒカリ（南海102号）は、コシヒカリ（越南17号）と黄金晴（愛知40号）の交配によって生まれた水稲ウルチ米である。宮崎県総合農業試験場（農林水産省指定試験地）で育成された。1989年に水稲農林299号「ヒノヒカリ」として命名登録され、翌1990年に種苗法による品種登録がなされた。名前の由来は、西日本（九州）を現す「日」（太陽）と、その飯米が光り輝くさまから。
多くの府県で奨励品種に指定されており、九州を中心に中国・四国地方や近畿地方など西日本で広く栽培されている。
財団法人穀物検定協会が毎年行う米食味ランキングにおいて、2001年（平成13年）度に熊本県城北産（菊池米）がヒノヒカリでは初めて最高の特Aにランクされた。その後もヒノヒカリの産地銘柄が特Aにランクされる例があり、特に、2011年には奈良県産ヒノヒカリが特A中の全国トップ3にランキングされている。

## 品種特性
詳細は、特性一覧を参照のこと。

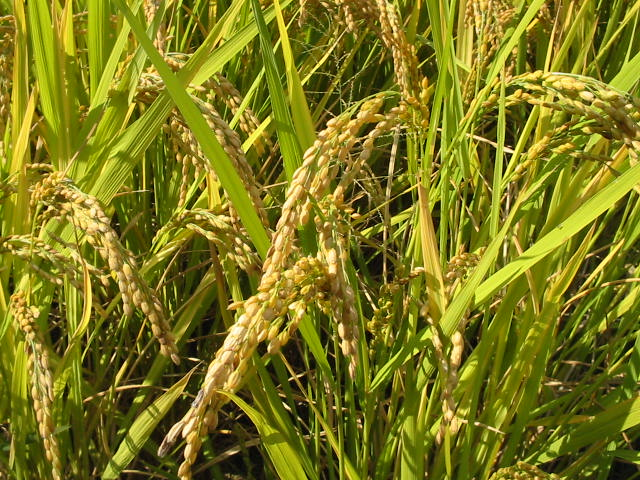
収穫前の稲穂

早晩性は、中性に属する。いもち病、白葉枯病にやや弱く、耐倒伏性がやや弱い。穂発芽性は「難」。ヒノヒカリの収穫適期は、出穂後45日目が標準である。天候やほ場の条件にも左右されるので、籾の約90パーセントが黄変した頃を収穫適期の判断の目安とする。
コシヒカリよりやや小粒。食味は極良であり、上の中に区分される。

## 生育特性
奈良県産ヒノヒカリ（普通期栽培）の一例（目安）を示す。
- 播種日…5月3日
- 移植日…6月10日
- 出穂期…8月28日
- 成熟期…10月13日

岡山県産ヒノヒカリの場合の一例を示す。
- 播種日…5月15日
- 田植日（移植日）…6月3日
- 出穂期…8月22日
- 登熟期…9月2日〜10月5日

注）登熟期の開始日は、出穂期+10日目の日としている。

## テレビ番組
- 日経スペシャル ガイアの夜明け まずいコメはもういらない! 〜変わり始めたニッポンの農家〜（2003年11月18日、テレビ東京）[6]。- ヒノヒカリの「極低タンパク米」について取材。